# Karolinger Verlag

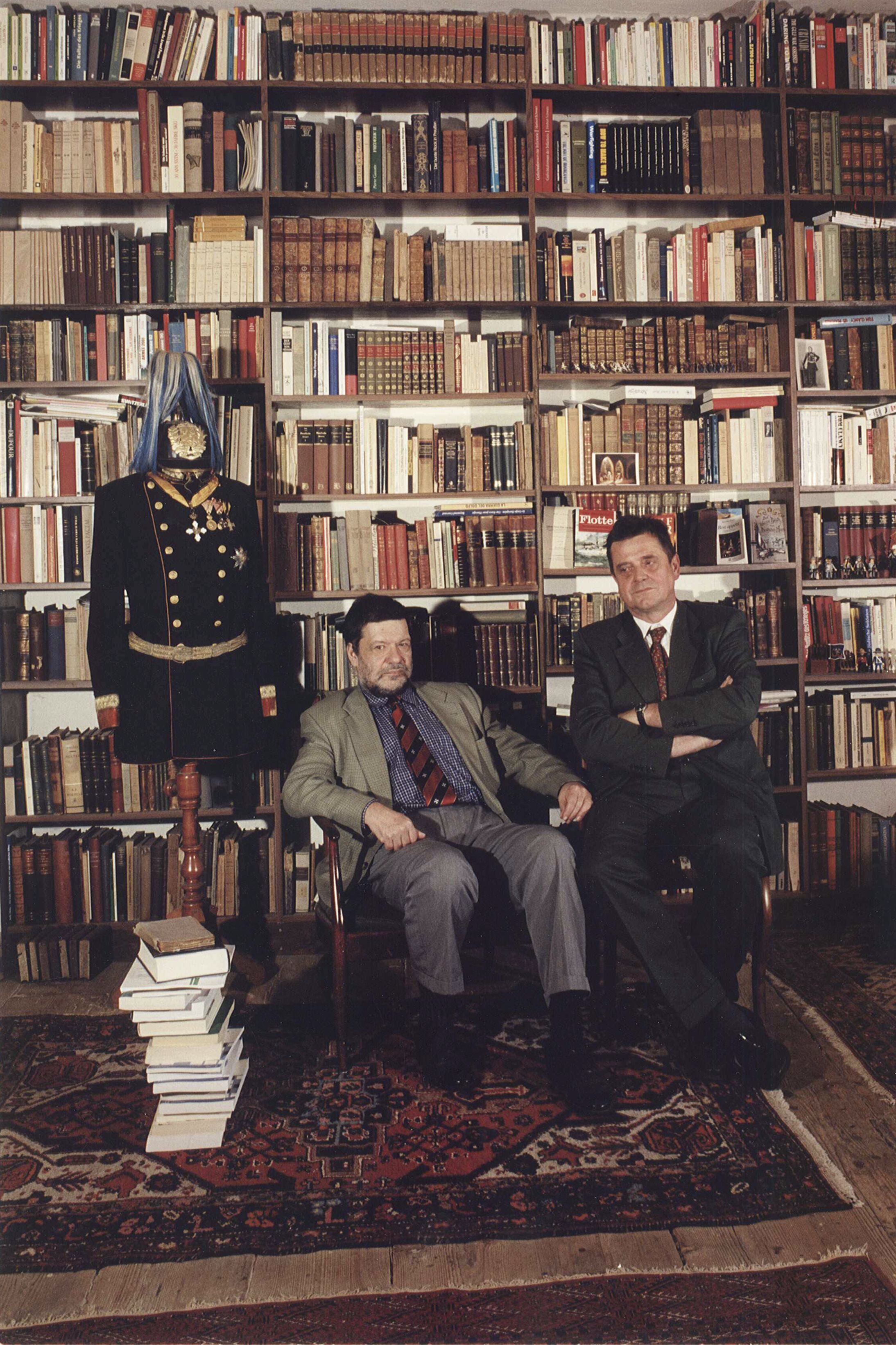
Jean-Jacques Langendorf (stânga) și Peter Weiß

Karolinger Verlag este o editură fondată la Viena în 1980 de Peter Weiß și Jean-Jacques Langendorf.

## Istoric
Editura a fost fondată în 1980 sub numele L’Age d’Homme – Karolinger și avea sediul în districtul 18 Währing. Inițial a existat o cooperare financiară cu editura francofonă L’Âge d’Homme, fondată de Vladimir Dimitrijević. După încetarea colaborării editura s-a numit Karolinger și apoi Dr. Peter Weiß - Karolinger Verlag. În afară de Peter Weiß și Jean-Jacques Langendorf, acționari majori ai editurii sunt Cornelia Langendorf, Jean-Yves Lefebvre și Hans Hofinger.

## Programul editorial
Programul editurii cu motto-ul „Nihil commune” urmărește „deschiderea romano-germanică” și pune un accent deosebit pe literatura franceză.
Pe lângă istorie, politică și metapolitică, există și alte priorități evidențiate de următoarele serii:
- Seria Romanica include titluri din literatura franceză (cum ar fi, de exemplu, Céline și Renard)
- În seria Der Osten sunt publicați autori din spațiul est-european și non-european.
- Seria Die Bibliothek von R*** este formată din diferite lucrări specializate pe misticism, istoria militară sau literatură economică din secolul al 18-lea.
- În seria Bibliothek der Reaction sunt incluse texte cu accent pe istoria europeană, cum ar fi cele ale lui Donoso Cortés, Metternich, de Maistre sau Bloy.

O atenție deosebită a fost acordată de Konrad și Peter Weiß primei traduceri a cărții The End of Economic Man a lui Peter F. Drucker care a fost publicată în anul 2010.
Până în anul 2004 Karolinger Verlag a publicat 77 de titluri.

## Clasificare
Hannes Hintermeier a declarat în 2004 în Frankfuerter Allgemeine Zeitung că editura s-a specializat în „obstrucționarea opiniilor dominante” și „negarea spiritului timpului”. Ea a cultivat un „univers al cărților de rezistență care a adus la suprafață comorile scufundate ale istoriei intelectuale europene”, văzând-o ca o „întreprindere merituoasă”. De asemenea, Andreas Dorschel a scris în 2007 în Süddeutsche Zeitung că editura era „potrivit programului său, un loc de o incredibilă agilitate intelectuală”.
În schimb, publicistul Claus Tieber clasificase deja editura în 1996 ca fiind de „extrema dreapta” ca urmare a publicării unor autori precum Hans-Jürgen Syberberg, Günter Maschke, Nicolas Gomez Dávila și Erik von Kuehnelt-Leddihn. De asemenea, pentru Dokumentationsarchiv des österreichischen Widerstandes programul editurii ar putea indica o „anumită apropiere de ideile radicale de dreapta”, printre altele datorită publicării scrierilor lui Armin Mohler. Bettina Stadlbauer și alți parlamentari SPÖ au acuzat editura în 2003 că publică „scrierile unor antidemocrați declarați”. Criticul literar Sigrid Löffler a descris-o în 2007 ca o „editură obscurantistă” care „adună indivizi foarte dubioși cu vederi foarte dubioase”. Programul de publicare cuprinde „tot ce se respectă neabătut ideile anti-moderne, anti-liberale, anti-iluministe, monarhiste și altfel spus antidemocratice, de la Günter Maschke la Armin Mohler. Colecția specială «Bibliothek der Reaction» adună astfel de nume ilustre ca Metternich, antiluministul savoiard Joseph de Maistre și Konstantin Leontiev, un reacționar infam din secolul al XIX-lea care s-a opus cu furie progresului și iluminismului sub orice formă, a apărat iobăgia și a făcut apologia dreptului rus”. Filosoful Gerald Raunig (2005) și istoricul Stefan Wiederkehr (2007) au descris editura ca fiind „de dreapta”. Programul editurii include „scrierile istorice și contemporane, care s-au înscris contra iluminismului”, a afirmat jurnalistul pe teme științifice Hans Bohrmann (2008). În anul 2014 Julian Bruns, Kathrin Glösel și Natascha Strobl catalogau editura ca fiind de extrema dreaptă într-o carte despre identitatea mediului politico-jurnalistic. Politologul Bernhard Weidinger susținea în 2015 că editura are un „profil de nouă dreaptă” din moment ce-și face publicitate, de exemplu, în revistele Die Aula și Zur Zeit și își distribuie cărțile prin intermediul siturilor editurilor de extremă dreaptă Aula Verlag din Graz și Antaios Verlag din Schnellroda.
În plus,Karolinger Verlag deținea în 2001, potrivit raportului elaborat de Dokumentationsarchiv des österreichischen Widerstandes, cel puțin 10% din W3-Verlag, proprietarul ziarului săptămânal Zur Zeit redactat de parlamentarul Partidului Libertății Andreas Mölzer. Potrivit lui Hannes Hintermeier se spune că i-ar fi acordat un împrumut privat în valoare de 10.000 de șilingi lui Mölzer.